# Dreams Never Die (álbum de Tiffany)
Dreams Never Die es el álbum de estudio de Tiffany, publicado el 21 de noviembre de 1993. Representaba un intento de reencontrar el éxito en la música pop, tres años después de su último álbum, y cinco años después de su último éxito comercial. Fue lanzado en varios países de Asia, pero no en los Estados Unidos, debido a que la cantante había conservado un mayor grado de popularidad en Asia que en los Estados Unidos. Se planificó lanzar el álbum en Estados Unidos pero nunca se lo hizo, se esperaba que el lanzamiento en Estados Unidos tuviera algunos cambios a la versión asiática, ya que, como  Tiffany, dijo en ese momento, "Muchas cosas en el mercado de Asia son un poco más pop de lo que yo quiero hacer aquí. Quiero alejarme del pop adolescente... Mi propósito no es hacer hard rock, pero si un sonido semi-rock."
A principios de 1993,  Tiffany(que por entonces estaba casada con el artista de maquillaje Bulmaro "Junior" García y había dado a luz a su hijo Elías) realizó una serie de actuaciones en "Las Vegas Hilton's casino lounge", que incluía las canciones de este álbum.
Este álbum fue producido por el exmánager de Tiffany, George Tobin, con quien se había roto antes, y que había sido muy criticado por ser considerado demasiado explotador, pero también fue ampliamente reconocido por lograr el éxito pop de  Tiffany. Sin embargo, esta relación de negocios pronto se agrió, de acuerdo con la cantante, esto sucedió cuando descubrió que las canciones que Tobin había escogido para este álbum fueron utilizadas anteriormente para otra banda de Tobin llamada "PC Quest".
Tiffany y Tobin nuevamente tomaron caminos separados,  Tiffany se mudó a Nashville para intentar una carrera como cantante en la música country, aunque nunca llegó a grabar un álbum en ese estilo y en 2000 ya estaba de regreso a la música pop.
En 2005, Tobin relanzó Dreams Never Die a través de CD Baby, incluyendo como bonus tracks temas las primeras sesiones de estudio de Tiffany. 

## Listado de canciones
1. "If Love is Blind" (Tim James, Steven McClintock) – 3:42
2. "Kiss You All Over" (Mike Chapman, Nicky Chinn) – 4:40
3. "Can't You See" (Monte Brinkley, John Duarte, James, McClintock) – 3:45
4. "Kiss the Ground" (Ronan O'Hanlon) – 4:07
5. "Dreams Never Die" (Duarte, Mark Paul) – 4:54
6. "That One Blue Candle" (Danny O'Keefe, Vince Melamed) – 4:14
7. "Almost In Love" (James, Mike Piccirillo) – 4:34
8. "Ruthless" (Duarte, Donna Weiss) – 4:43
9. "These Arms of Mine" (Otis Redding) – 4:20
10. "Sam Loves Joann" (Tia Sillers, John Tirro) – 4:14
11. "We're the Truth" (James, McClintock) – 3:52
12. "Loneliness" (Harold Beaty) – 5:11

### Bonus tracks ìncluidos en la versión 2005
1. "You Can't Break a Broken Heart" (Duarte, Paul) – 4:35
2. "Lookin' Through the Windows" (Duarte, Paul) – 3:55
3. "Are You Lonely Tonight" (Duarte, Paul) – 4:22
4. "I Don't Know What You Got" (Duarte, Paul) – 4:30
5. "I Ain't Gonna Eat Out My Heart Anymore" (Lori Burton, Pamela Sawyer) – 4:02
6. "Angel Baby" (Rosalie Hamlin) – 4:22

## Sencillos
- "If Love Is Blind" - September 1993
- "Can't You See" - January 1994
- "In The Name of Love" 1993